# Groeneveld (Familie)

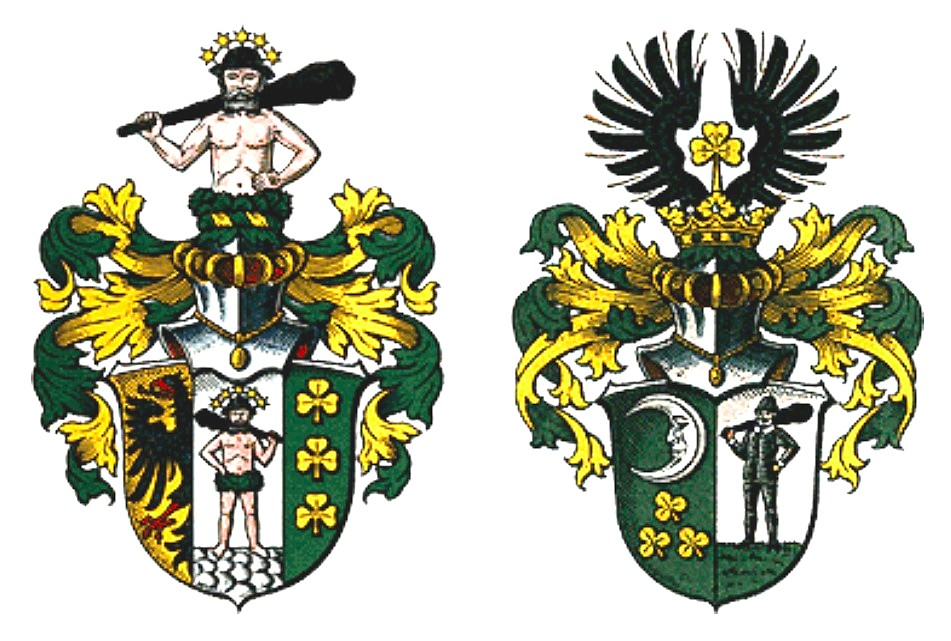
Wappen der Familie Groeneveld-Coldemüntje und Groeneveld-Dorenborg

Die Groeneveld (auch: Groenevelt, Gröneveld, Gronefeld, Groenen o. ä.) sind ein altfriesisches Geschlecht. Zweige der Familie bestehen bis heute.
Die Familie ist zu unterscheiden von einem gleichnamigen, aber wappenverschiedenen nichtverwandten Adelsgeschlecht, den westfälischen Gronefeld.

## Geschichte
Die frühesten Überlieferungen der Familie sollen aus dem 12. Jahrhundert stammen. Mitglieder sollen Kaiser Friedrich Barbarossa im Jahr 1155 zur Kaiserkrönung nach Rom begleitet und ihm das Leben gerettet haben. Barbarossa habe sie zum Dank in den Ritterstand erheben wollen, doch die Groenevelds hätten dies abgelehnt, da sie schon von Anfang an „Freie und Edle“ seien. Der Kaiser habe sie aber trotzdem für ihre Dienste auszeichnen wollen und habe ihnen angeboten, den halben Reichsadler von nun an im Wappen führen zu dürfen.
Daher findet man im Wappen des Hauses Coldemüntje den halben Reichsadler des Heiligen Römischen Reiches Deutscher Nationen, im Wappen des Hauses Dorenborg stattdessen die Adelskrone.
Im Jahre 1268 stößt man in den Niederlanden auf einen Dirk van Groeneveld, der von seinem Vater Arent van Wassenaar das gleichnamige Landgut Groeneveld bei Delft erbte.
1531 wird mit Johan Groenen to Koldemonniken das Haus Coldemüntje das erste Mal namentlich erwähnt. Seine Tätigkeiten lassen auf eine enge Verbindung zum Johanniterorden im friesischen Raum deuten. Mit ihm beginnt die ununterbrochene Stammfolge der Familie.
Mit der Zeit entstanden die anderen Linien Groeneveld-Dorenborg, Groeneveld-Großwolde und Groeneveld-Heerenborg.
Im Jahre 1786 wurde der königlich preußische Comissionsrat Engelbertus Hermannus Groeneveld-Coldemüntje von König Friedrich-Wilhelm II. der erbliche Adelstitel verliehen. Er war mit Rixte Groeneveld (geborene Wenckenbach zu Upgant) verheiratet.

## Wappen
Das Stammwappen der Groeneveld soll nach einem Petschaft aus der Zeit vor 1689 ein einfach gespaltenes Schild, rechts den halben Reichsadler und links drei dreiblättrige Kleeblätter enthalten haben. Die Helmzier bildete ein Adler mit ausgebreiteten Flügeln. Der Reichsadler und die drei Kleeblätter finden sich in jedem der Groeneveld'schen Wappen. Die Familienfarben Grün - Gold sind Teil des Coldemüntje'schen und Dorenborg'schen Wappens.

### Groeneveld-Coldemüntje'sches Wappen
Das dreifach gespaltene Schild zeigt zur linken den Reichsadler, in der Mitte einen sog. „Wilden Mann“ mit einer Keule über der Schulter, einem Schlapphut auf dem Kopf, fünf Sternen über dem Kopf und zur rechten die drei  übereinander angeordneten Kleeblätter. Die Helmzier bildet hierbei wiederum der „Wilde Mann“ mit Keule, Schlapphut und Sternen. Der halbe Reichsadler steht traditionell für die Freiheit der Friesen, die drei Kleeblätter deuten auf Grundbesitz und die damit verbundenen Patronatsrechte hin. Der „Wilde Mann“ verkörpert das Urbild der Natur und Charakterstärke. Besonders interessant ist hierbei aber der Schlapphut, welcher auf eine Funktion als Richter schließen lässt. Das Wappen findet sich erstmals auf der Grabplatte von Hinderk Willems und Moeder Heikes Groeneveld-Coldemüntje aus dem Jahr 1689 in der Kirche von Grotegaste.

### Groeneveld-Dorenborg'sches Wappen
Das zweifach gespaltene Schild zeigt zur linken die drei Kleeblätter und darüber eine silberne Mondsichel mit Gesicht und zur rechten einen bekleideten, bärtigen Mann  mit einer Keule über der Schulter und einem Schlapphut auf dem Kopf. Die Helmzier über einer Adelskrone bilden zwei ausgebreitete Adlerflügel zwischen denen sich ein goldenes Kleeblatt befindet. Die Kleeblätter stehen für den Grundbesitz und das Patronatsrecht. Die Mondsichel steht einerseits für die Fruchtbarkeit, andererseits wird sie aber auch häufig mit dem Wappen derer van Wassenaer in Verbindung gebracht. Der bekleidete Mann stellt wie bei Coldemüntje den „Wilden Mann“, nur etwas zivilisierter, dar. Der Schlapphut steht auch hier für das Richteramt. Das Wappen befindet sich u. a. auf dem Grabstein von Jans Groeneveld-Dorenborg (1881) in Grotegaste, bei diesem ist lediglich der „Wilde Mann“ noch unbekleidet.

### Von Groeneveld'sches Wappen
In dem oval gefassten grünen Schild befinden sich die drei Kleeblätter und in der Mitte ein silberner Balken. Der purpurne Wappenmantel ist mit Hermelin gefüttert und mit goldenen Schnüren aufgebunden. Die Helmzier über der Adelskrone bilden zwei ausgebreitete Adlerflügel zwischen denen sich ein goldenes Kleeblatt befindet.

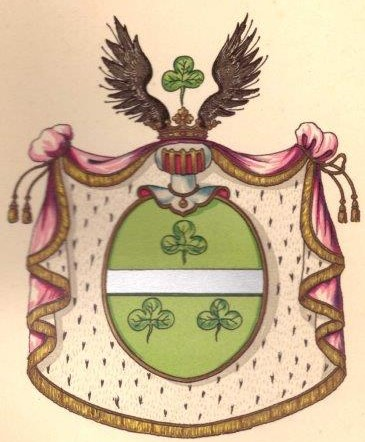
Wappen des Engelbertus Hermannus von Groeneveld
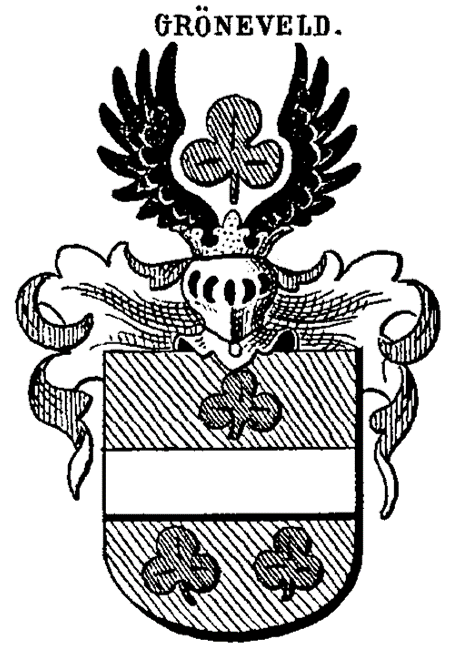
Wappen derer von Gröneveld ín Siebmachers Wappenbuch

## Bekannte Familienmitglieder
- Jacques Bauerman Groeneveld (1892–1983), Politiker der NSDAP
- Luise Groeneveld (1912–2016), Juristin und Politikerin der CDU[3]

## Funktionen
Die Groeneveld waren als begüterte „Hausmanns-“ und Bauernfamilie sehr mächtig und gehörten zur „lokalen“ Elite. Sie verstanden es, wie auch einige andere altfriesische Familien, ihre Stellung über Jahrhunderte zu behaupten und die „hausmännische“ Freiheit zu bewahren.
Die Familie hatte viele verschiedene Ämter inne. Sie waren beispielsweise Richter, Deichgrafen, Ortsvorsteher, Kirchvögte und Patrone. Daher kommt es auch, dass Groeneveld-Coldemüntje'sche Grabplatten im Chor der Kirche von Grotegaste liegen.